# True Grit (film, 2010)
Pour les articles homonymes, voir True Grit.
Pour plus de détails, voir Fiche technique et Distribution.
True Grit ou Le Vrai Courage au Québec est un western américain écrit et réalisé par Joel et Ethan Coen, sorti en 2010. C'est l'adaptation du roman True Grit de Charles Portis, déjà porté à l'écran en 1969 avec Cent Dollars pour un shérif de Henry Hathaway et à la télévision en 1978 avec True Grit: A Further Adventure (en) de Richard T. Heffron. 
C'est le plus gros succès financier de la carrière des frères Coen,. Le film obtient dix nominations aux Oscars 2011, mais ne rapporte aucun.

## Synopsis
Mattie Ross est une jeune fille très déterminée. Elle veut venger la mort de son père, assassiné lâchement par un de ses employés, nommé Tom Chaney. Celui-ci s'est enfui en territoire indien chacta avec une bande de hors-la-loi menée par « Lucky » Ned Pepper. Puisque la justice ne semble pas s'en préoccuper, Mattie négocie âprement pour obtenir des fonds, afin de partir à ses trousses. Mais elle ne reste pas seule et décide d'engager le marshal le plus coriace de la région, Reuben « Rooster » Cogburn.
Cogburn décide de partir seul sur la trace des fugitifs, mais Mattie insiste pour faire partie du voyage. Ils sont rejoints par LaBoeuf, un Texas ranger qui est à la poursuite de Tom Chaney depuis plusieurs mois pour le meurtre d'un sénateur (et de son chien) qu'il a commis au Texas. Les trois compagnons éprouvent, au cours de cette longue traque dans la nature, des difficultés à s'entendre et LaBoeuf les quitte après une dispute avec Cogburn, argüant que ce dernier serait sous l'emprise de la jeune fille. Cogburn monte une embuscade près d'une cabane où la bande de Pepper doit faire halte mais c'est LaBoeuf qui s'y montre en premier. La bande de Pepper arrive juste après et LaBoeuf est capturé et blessé, mais Cogburn tue deux membres de la bande et les autres prennent la fuite. Le lendemain, LaBoeuf affirme qu'il a été touché accidentellement par Cogburn au cours de la fusillade ; il part à nouveau de son côté après une nouvelle querelle.
Par la suite, Mattie rencontre Chaney par hasard au bord d’une rivière où elle est venue chercher de l’eau. Alors qu'il traverse la rivière pour tenter de s'approcher d’elle, elle le blesse avec le revolver de son père. Mais il se saisit d’elle et l'emmène sur l'autre rive auprès de Pepper. Cogburn, alerté par les coups de feu, échange des tirs avec la bande de Pepper. Celui-ci oblige Cogburn à renoncer à les suivre en menaçant de tuer Mattie ; prétextant la blessure de Chaney qui le rend difficilement transportable, Pepper le laisse seul avec Mattie pendant que lui et ses hommes vont chercher des chevaux. Chaney tente de tuer Mattie mais il est assommé par LaBoeuf, revenu après avoir entendu les coups de feu. Cogburn, qui avait fait mine d'abandonner la partie, se met en travers du chemin de Pepper et sa bande : il est face à quatre cavaliers. LaBoeuf et Mattie assistent à la scène du point haut où Mattie avait été laissée seule avec Chaney. Cogburn défie Pepper et fonce à cheval les armes à la main sur Pepper et ses trois hommes : il en tue deux et blesse grièvement Pepper mais le cheval de Cogburn est blessé, s'effondre sur son cavalier et l'immobilise. Pepper s'apprête à achever Cogburn mais, devenu immobile, il est devenu une cible pour LaBoeuf qui l'abat à longue distance avec son arme de précision, un fusil Sharps modèle 1874. Chaney, revenu à lui, en profite pour assommer LaBoeuf à son tour mais Mattie s'empare du fusil de LaBoeuf et l'abat. Le recul de l'arme la fait tomber à la renverse dans une fosse profonde qu'elle dévale. Arrêtée dans sa chute par la végétation, elle remue un corps en décomposition qui s'y trouve, et dérange un serpent qui la mord à la main. Cogburn et LaBoeuf la récupèrent, tentent de la soigner en vain, en aspirant le venin après une incision au couteau. Cogburn monte sur Blackie, le cheval de Mattie, et part à bride abattue, avec la jeune fille en selle, à la recherche d’un médecin pour la soigner ; le cheval est épuisé, s'effondre et est abattu, au grand désespoir de Mattie qui commence à être atteinte par la fièvre. Cogburn poursuit sa course à pied, portant Mattie dans ses bras, et arrive à proximité d'une habitation qu'il alerte d’un coup de feu, ne pouvant aller plus loin. Mattie est soignée mais son bras s'est nécrosé et doit être amputé. Cogburn la sachant hors de danger la laisse avant son réveil à la suite de l'opération. Elle écrit à Cogburn pour qu'il récupère le restant dû de sa mission, en vain.
Vingt-cinq ans plus tard, en 1903, Mattie ne s'est pas mariée et reçoit une lettre de Cogburn, désormais très âgé et qui fait partie d'un Wild West Show (spectacle itinérant sur l'Ouest américain). Cogburn lui écrit qu'il aimerait la revoir mais, quand Mattie arrive, Cogburn est mort depuis trois jours. Elle ramène le cercueil de Cogburn pour l'enterrer dans sa propriété, en méditant sur le temps qui s'échappe et en se demandant comment revoir LaBoeuf.

## Fiche technique
Sauf indication contraire, les informations mentionnées dans cette section peuvent être confirmées par les bases de données cinématographiques IMDb et Allociné,  présentes dans la section « Liens externes ».
- Titre original et français : True Grit
- Titre québécois : Le Vrai Courage[3]
- Réalisation Joel et Ethan Coen
- Scénario : Joel et Ethan Coen, d'après le roman True Grit de Charles Portis
- Musique : Carter Burwell
- Direction artistique : Stefan Dechant et Christina Ann Wilson
- Décors : Jess Gonchor
- Costumes : Mary Zophres
- Photographie : Roger Deakins
- Son : Douglas Axtell, Craig Berkey, Peter F. Kurland, Skip Lievsay, Greg Orloff
- Montage : Joel et Ethan Coen
- Production : Joel Coen, Ethan Coen et Scott Rudin
  - Production déléguée : David Ellison, Megan Ellison, Robert Graf, Paul Schwake et Steven Spielberg
- Sociétés de production : Mike Zoss Productions, Scott Rudin Productions et DreamWorks[4], présenté par Paramount Pictures et Skydance Media
- Sociétés de distribution : Paramount Pictures (États-Unis, Québec) ; Paramount Pictures France (France)[5] ; Universal Pictures International (Belgique, Suisse romande)[6]
- Budget : 38 millions USD[7],[8],[9]
- Pays de production :  États-Unis
- Langue originale : anglais
- Format : couleur (EFILM (en)) — 35 mm — 2,39:1 — son SDDS / DTS / Dolby Digital
- Genre : western, drame, aventure
- Durée : 110 minutes
- Dates de sortie[10] :
  - États-Unis, Québec : 22 décembre 2010[3]
  - Belgique : 16 février 2011[11]
  - France, Suisse romande : 23 février 2011[12],[13]
- Classification[14] :
  - États-Unis : accord parental recommandé, film déconseillé aux moins de 13 ans (PG-13 - Parents Strongly Cautioned)[N 1]
  - France : tous publics[15]
  - Belgique : tous publics (Alle Leeftijden)[11]
  - Suisse romande : interdit aux moins de 12 ans[16]
  - Québec : 13 ans et plus (13+ / 13 years and over)[3]

## Distribution

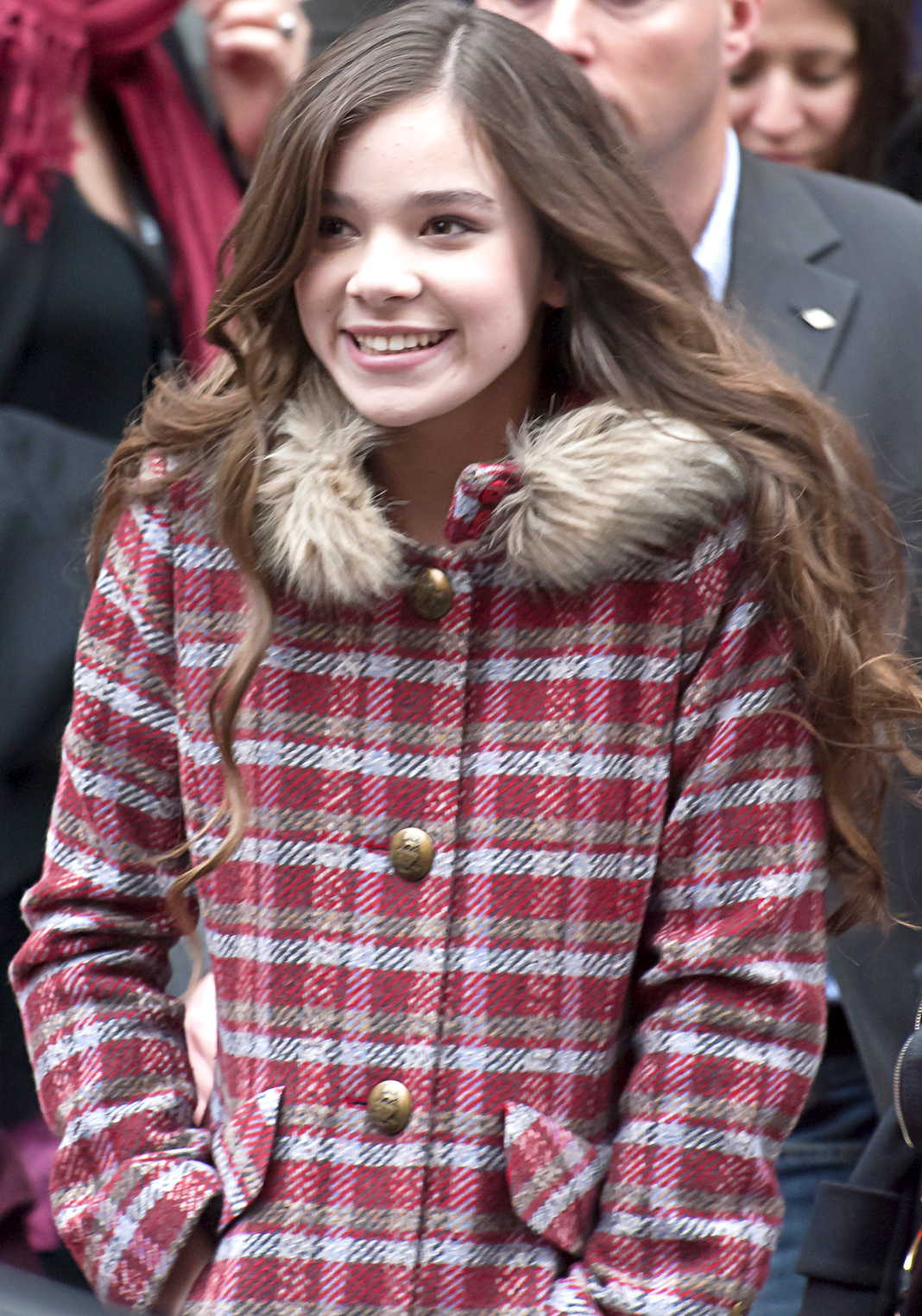
La jeune révélation du film, Hailee Steinfeld, lors de la Berlinale 2011.

- Jeff Bridges (VF : Patrick Floersheim) : Marshal Reuben J. « Rooster » Cogburn
- Hailee Steinfeld (VF : Sarah Kramer) : Mattie Ross
- Matt Damon (VF : Damien Boisseau) : LaBoeuf, le Texas Ranger
- Josh Brolin (VF : Marc Saez) : Tom Chaney, le tueur poursuivi
- Barry Pepper (VF : David Krüger) : « Lucky » Ned Pepper, le chef de bande
- Dakin Matthews (VF : Roger Carel) : le colonel Stonehill, commissaire-priseur
- Jarlath Conroy (VF : Jean-Pierre Gernez) : l'ordonnateur des pompes funèbres
- Paul Rae (VF : Bernard Bollet) : Emmett Quincy, le taiseux dans la bicoque
- Domhnall Gleeson (VF : Benoît Du Pac) : Moon, le jeune blessé à la cuisse dans la bicoque
- Elizabeth Marvel (VF : Catherine Wilkening) : Mattie, à 40 ans
- Roy Lee Jones (VF : Asto Montcho) : Yarnell, l'homme noir qui accompagne Mattie en ville
- Ed Lee Corbin (VF : Emmanuel Jacomy) : Forster, le « médecin-dentiste » ours
- Leon Russom (VF : René Morard) : le shérif
- Bruce Green : Harold Parmalee, membre de la bande de Ned Pepper
- Candyce Hinkle (VF : Danièle Hazan) : la propriétaire de la pension
- Don Pirl (VF : Marc Cassot) : Cole Younger
- Joe Stevens (VF : Jean-Yves Chatelais) : l'avocat contre-examinateur
- David Lipman (VF : Jean-Claude Sachot) : le premier avocat
- Ty Mitchell (VF : Julien Kramer) : le passeur
- Cody Jones : l'indien du Wild West Show (non crédité)

Sources et légende : version française (VF) sur AlloDoublage

## Production

### Genèse du projet
Le projet a été annoncé de manière non officielle dès février 2008, avant d'être confirmé en mars 2009. Ethan Coen décrit le projet comme une adaptation plus proche du roman que le film de 1969, Cent Dollars pour un shérif.

### Attribution des rôles
C'est la seconde fois que les frères Coen dirigent Jeff Bridges après The Big Lebowski sorti en 1998. Il reprend le rôle du Marshal Cogburn qui valut l'Oscar du meilleur acteur à John Wayne.
Josh Brolin collabore à nouveau avec les frères Coen après No Country for Old Men (2007). Il incarne Tom Chaney, autrefois joué par Jeff Corey.
Une grande série d'auditions a été réalisée au Texas pour trouver la jeune actrice principale. Hailee Steinfeld a été choisie parmi quasiment 15 000 postulantes. Dans une interview donnée au New York Times, Ethan Coen déclare « C'était, et vous pouvez probablement l'imaginer, la source de beaucoup d'anxiété. […] Nous savions que si nous ne la trouvions pas, il n'y aurait pas de film. »

### Tournage
Le tournage s'est déroulé en mars et avril 2010, dans les États du Texas (Austin, comté de Blanco et Granger, où a été recréée la ville de Fort Smith) et du Nouveau-Mexique (Santa Fe).

### Bande originale
Bandes originales des films des frères Coen
A Serious Man
(2009) Inside Llewyn Davis
(2013)
La bande originale du film a été composée par Carter Burwell. C'est sa 15e collaboration avec les frères Coen.
Liste des titres
1. The Wicked Flee - 2:35
2. LaBœuf Takes Leave - 3:00
3. Little Blackie - 1:06
4. River Crossing - 1:25
5. The Hanging Man - 1:57
6. Talk About Suffering - 1:33
7. Your Headstrong Ways - 0:31
8. A Great Adventure - 1:00
9. We Don't Need Him Do We? - 0:52
10. Father's Gun - 1:22
11. A Methodist and a Son of a Bitch - 3:02
12. Talking to Horses - 0:35
13. A Turkey Shoot - 2:50
14. Taken Hostage - 2:03
15. One Against Four - 1:39
16. The Snake Pit - 3:18
17. Ride to Death - 2:29
18. I Will Carry You - 1:59
19. A Quarter Century - 1:24
20. The Grave - 0:59

D'autres morceaux utilisés dans le film, n'apparaissent pas sur l'album. La chanson religieuse Leaning on the Everlasting Arms est utilisé comme thème de Mattie Ross. Cette même chanson, reprise par Iris DeMent, est utilisée comme générique de fin. La version de Johnny Cash de God's Gonna Cut You Down a quant à elle été utilisée dans la bande-annonce.
En raison de la présence de chansons non originales, le film n'a pas été sélectionné pour l'Oscar de la meilleure musique.

## Accueil

### Accueil critique
Le film a été très bien accueilli par la critique, recueillant 96 % de critiques favorables, avec un score moyen de 8,4⁄10 et sur la base de 248 critiques collectées, sur le site Rotten Tomatoes. Sur le site Metacritic, il obtient un score de 80⁄100, sur la base de 41 critiques collectées.
En France, il obtient une moyenne de 4 étoiles sur 5 pour les critiques de la presse sur le site Allociné. Pour Cédric Delelée, du magazine Impact, il s'agit peut-être du « plus beau film » des frères Coen ; Marie-Noëlle Tranchant, du Figaroscope, trouve le film « gorgé de pittoresque, d'humour et d'humanité » avec une Hailee Steinfeld qui « met tout le monde à sa botte » et un « tandem Jeff Bridges-Matt Damon mémorable » ; Guillaume Bonnet, de Première, évoque un « beau western qui parvient à faire croire que le genre n'a jamais disparu » et « meilleur que son modèle » ; pour Alain Sotinel, du Monde, les frères Coen « ressuscitent le western » et « jouent des codes comme un virtuose joue du violon » ; Aurélien Ferenczi, de Télérama, évoque des « dialogues au cordeau », une « interprétation parfaite » et un film « extrêmement réjouissant » se terminant par « un épilogue sublime » ; et Sandra Benedetti, de Studio Ciné Live, estime que c'est « un superbe western » où « le visage candide et buté de Hailee Steinfeld, actrice inconnue de 14 ans, emplit l'écran » et avec un Jeff Bridges « immense dans le rôle de Cogburn ».
Quelques critiques sont plus mitigées, sans être négatives pour autant. Pour Jean-Philippe Tessé, des Cahiers du cinéma, « il y a peu d'enjeu, peu d'ambition dans cette plaisante adaptation » ; Amélie Dubois, des Inrockuptibles, évoque une « mise en scène des frères Coen qui n'arrive pas à parfaitement équilibrer les éléments mis en balance » mais une fin de film qui « arrive à donner un souffle lyrique et un sens crépusculaire à l’épuisement pathétique qu’il a mis en œuvre » ; et Didier Péron et Gilles Renault, de Libération, jugent le film « plutôt sage », bénéficiant d'une « magnifique photographie » et de la présence de Jeff Bridges mais qui n'a « ni la force perturbante de No Country for Old Men ni la liberté sarcastique de A Serious Man ».

### Box-office
Le film a connu un important succès commercial, rapportant 251 123 791 $ au box-office mondial, dont 171 243 005 $ aux États-Unis et au Canada, ce qui en fait le plus grand succès commercial des frères Coen jusqu'alors. Il a réalisé 1 402 149 entrées en France.
| Pays        | Box-office    | Pays             | Box-office  | Pays     | Box-office  |
| ----------- | ------------- | ---------------- | ----------- | -------- | ----------- |
| États-Unis  | 171 243 005 $ | Suède            | 1 972 859 $ | Belgique | 1 092 678 $ |
| Royaume-Uni | 13 491 519 $  | Norvège          | 1 889 049 $ | Portugal | 858 508 $   |
| France      | 11 533 147 $  | Danemark         | 1 844 409 $ | Israël   | 848 843 $   |
| Australie   | 8 501 649 $   | Suisse           | 1 584 385 $ | Grèce    | 824 220 $   |
| Allemagne   | 7 968 396 $   | Mexique          | 1 402 472 $ | Japon    | 821 617 $   |
| Espagne     | 7 083 447 $   | Russie           | 1 391 383 $ | Pologne  | 748 348 $   |
| Italie      | 4 183 698 $   | Pays-Bas         | 1 356 193 $ | Autriche | 670 141 $   |
| Brésil      | 2 092 878 $   | Nouvelle-Zélande | 1 334 117 $ | Finlande | 611 388 $   |

## Distinctions

### Récompenses
- Austin Film Critics Association Awards 2010 : meilleure actrice dans un second rôle pour Hailee Steinfeld
- Boston Society of Film Critics Awards 2010 : meilleure photographie pour Roger Deakins
- Las Vegas Film Critics Society Awards 2010 : meilleur jeune acteur ou actrice pour Hailee Steinfeld
- Phoenix Film Critics Society Awards 2010 : meilleure photographie pour Roger Deakins
- Toronto Film Critics Association Awards : meilleure actrice dans un second rôle pour Hailee Steinfeld
- BAFTA Awards 2011 : meilleure photographie pour Roger Deakins
- Critics Choice Award du meilleur espoir pour Hailee Steinfeld
- Central Ohio Film Critics Association Awards 2011 : meilleure actrice dans un second rôle pour Hailee Steinfeld, meilleure photographie pour Roger Deakins
- Chicago Film Critics Association Awards 2011 : meilleure actrice dans un second rôle pour Hailee Steinfeld
- Kansas City Film Critics Circle Awards 2011 : meilleure actrice dans un second rôle pour Hailee Steinfeld

### Nominations
- Las Vegas Film Critics Society Awards 2010 : meilleur acteur pour Jeff Bridges, meilleure photographie pour Roger Deakins, meilleurs costumes, meilleur scénario, meilleure actrice dans un second rôle pour Hailee Steinfeld
- Oscars 2011 :
  - meilleur film
  - meilleur réalisateur
  - meilleur acteur pour Jeff Bridges
  - meilleure actrice dans un second rôle pour Hailee Steinfeld
  - meilleur scénario adapté
  - meilleure direction artistique
  - meilleure photographie
  - meilleure création de costumes
  - meilleur mixage de son
  - meilleur montage de son
- BAFTA Awards 2011 : meilleur film, meilleur acteur pour Jeff Bridges, meilleure actrice pour Hailee Steinfeld, meilleurs costumes, meilleure direction artistique, meilleur scénario adapté, meilleur son
- Saturn Award du meilleur film d'action, d'aventures ou thriller et Saturn Award de la meilleure jeune actrice pour Hailee Steinfeld
- Screen Actors Guild Award du meilleur acteur pour Jeff Bridges et Screen Actors Guild Award de la meilleure actrice dans un second rôle pour Hailee Steinfeld
- Central Ohio Film Critics Association Awards 2011 : acteur de l'année pour Jeff Bridges[39] et Matt Damon[40], meilleur acteur pour Jeff Bridges, meilleur casting, meilleur film, meilleur scénario adapté, meilleur nouveau venu dans un film pour Hailee Steinfeld
- Chicago Film Critics Association Awards 2011 : meilleur acteur pour Jeff Bridges, meilleure photographie pour Roger Deakins, meilleure musique pour Carter Burwell, meilleur scénario adapté, meilleur acteur prometteur pour Hailee Steinfeld

## Éditions en vidéo
- En France, le film True Grit est sorti en DVD et combo Blu-ray + DVD + Copie digitale le 23 juin 2011[41],[42]. Par la suite, le film est ressorti en Blu-ray le 14 janvier 2013[43] et en VOD le 15 octobre 2017[12].

## Commentaires
- Le même faux raccord est visible dans le True Grit de 1969 avec John Wayne (100 dollars pour un shérif), réalisé par Henry Hathaway, et dans celui des frères Coen. Mattie Ross traverse la rivière avec son cheval, puis, en sortant, elle s'avance vers Cogburn et Labeef (ou Laboeuf). Quelques secondes après, elle est déjà sèche. Les frères Coen auraient ainsi fait une référence au premier True Grit[44].
- C'est le premier film des Coen à être classé PG-13 (interdit aux moins de 13 ans) aux États-Unis depuis Intolérable Cruauté en 2003.
- True Grit est également le dernier film loué par Netflix après la fermeture de son service historique de location de D.V.D[45].